# Joel Lew
Joel Isaac Lew Veloso, noto semplicemente come Joel Lew (Montevideo, 27 febbraio 1998), è un calciatore uruguaiano, centrocampista del Terremoto.

## Carriera
Cresciuto nel settore giovanile del Progreso, ha debuttato in prima squadra l'11 agosto 2019 disputando l'incontro di  Primera División Profesional vinto 2-0 contro il Danubio.